# Ga Hwarangdae
Ga Hwarangdae là ga Tàu điện ngầm Seoul tuyến 6 ở Seoul, Hàn Quốc. Nhà ga nằm ở Gongneung-2(Yi) dong gần Học viện Quân sự Hàn Quốc, Đại học nữ sinh Seoul và Đại học Sahmyook, và nó mở cửa vào 1999.

## Bố trí ga
| Taereung ↑   |
| \| W/B       |
| ↓ Bonghwasan |

| Hướng Tây  | ● Tuyến 6 | ← Hướng đi Eungam   |
| Hướng Đông | ● Tuyến 6 | → Hướng đi Sinnae → |

## Lối thoát
- Lối thoát 1: Giao lộ Taeneung, Đại học Sahmyook, văn phòng cảnh sát Gongneung, trạm chữa cháy Gongneung
- Lối thoát 2: Gongneung 2-dong, văn phòng Gongneung 2-dong
- Lối thoát 3: Trường tiểu học Taeneung, trường trung học Gongneung, Đại học nữ sinh Seoul
- Lối thoát 4: Học viện Quân sự Hàn Quốc, Trung tâm đào tạo Taeneung
- Lối thoát 5: Công viên Gongneung-dong
- Lối thoát 6: Thư viện công cộng Jungnang, trung tâm thể thao Jungnang
- Lối thoát 7: Muk 1-dong, trường tiểu học Wonmuk, trường trung học Wonmuk, trường cao trung Taeneung